# Domingo Carvalho

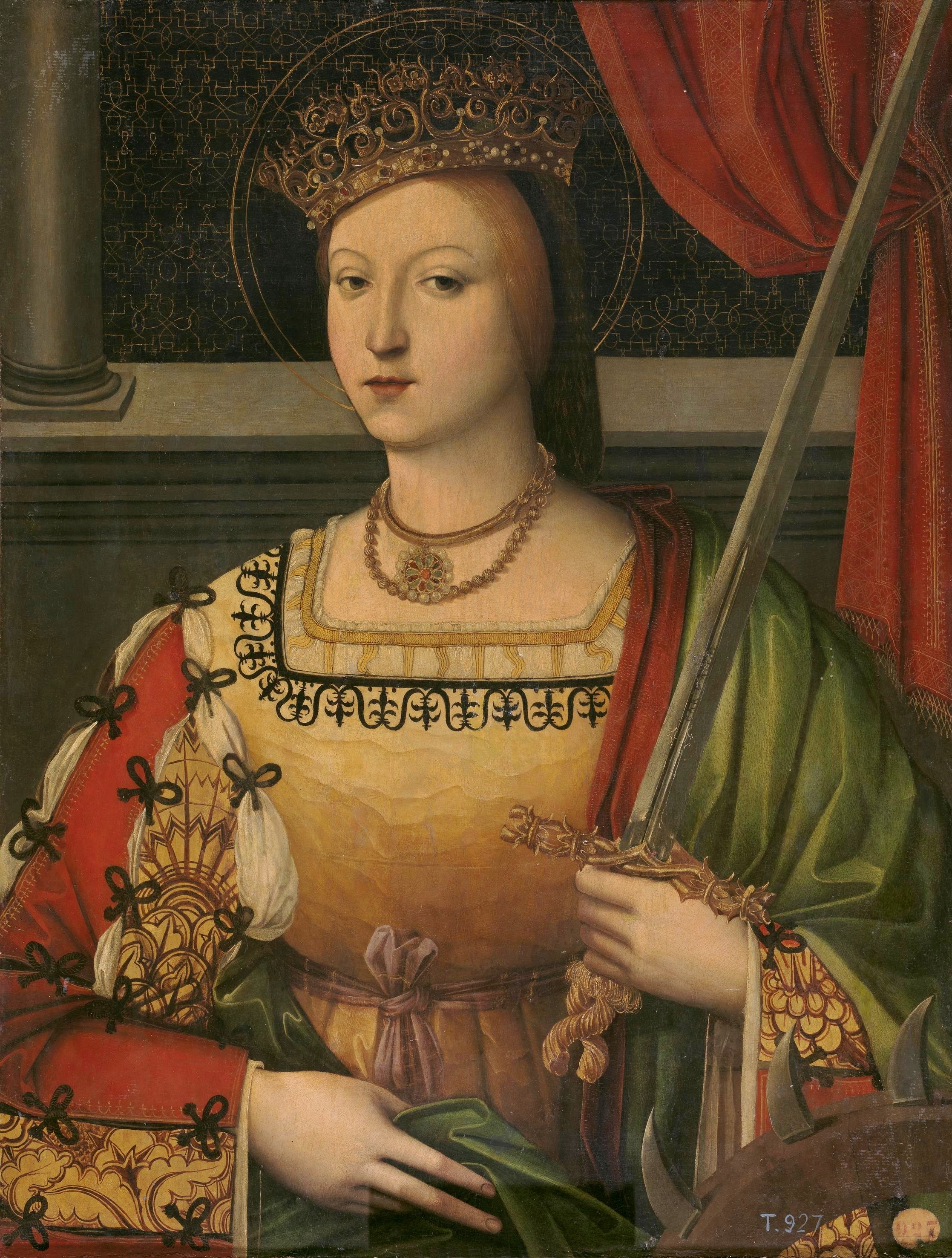
Catalina de Áustria, rainha de Portugal, como Santa Catalina, de Domingo Carvalho. Século XVI. (Museu do Prado, Madrid).

Domingo Carvalho foi um pintor português do século XVI. Pertencente à Escola Portuguesa, pouco sabe-se dele salvo que está documentado que estava a trabalhar em Lisboa cerca de 1537.

## Biografia
Seu óleo sobre painel Catalina de Áustria, rainha de Portugal, como Santa Catalina se encontra no Museu do Prado, em Madrid. Ainda que não se conhece a procedência do quadro, de acordo com Gregorio Cruzada Villaamil, pôde pertencer à colecção de Leonor de Mascarenhas, a fundadora do convento franciscano de Los Angeles, de onde passaria ao Museu da Trinidade.